# Aigné
 Aigné  es una población y comuna francesa, situada en la región de Países del Loira, departamento de Sarthe, en el distrito de Le Mans y cantón de Le Mans-Nord-Ouest.

## Demografía
| 476 | 519 | 646 | 871 | 1155 | 1349 | 1633 |
| Para los censos de 1962 a 1999 la población legal corresponde a la población sin duplicidades (Fuente: INSEE [Consultar]) |     |     |     |      |      |      |